# Astérix et le Coup du menhir
Série Astérix en animation
Astérix chez les Bretons
(1986) Astérix et les Indiens
(1994)
Pour plus de détails, voir Fiche technique et Distribution.
Astérix et le Coup du menhir est un film d'animation franco-allemand réalisé par Philippe Grimond et sorti en 1989. Il est adapté des albums Le Combat des chefs (1966) et Le Devin (1972) de la série de bande dessinée Astérix.
Le film débute alors que rien ne va plus au village des irréductibles. Panoramix a perdu la tête et la mémoire à la suite d'un malencontreux coup de menhir lancé par Obélix qui l'a rendu fou à son réveil. Il a désormais oublié la formule de la potion magique. Le soir même, l'orage amène un devin aux prédictions inquiétantes et aux ambitions démesurées. Tandis qu'Astérix tente en vain de ramener ses amis à la raison, les Romains profitent de la confusion pour envoyer un espion, ni courageux, ni subtil mais très encombrant.

## Synopsis
Une journée comme les autres débute au village gaulois : tandis que le druide Panoramix s'apprête à aller en forêt pour cueillir quelques ingrédients pour la potion magique, Astérix et Obélix reviennent de la chasse au sanglier, ayant profité de l'occasion pour se battre contre une légion de romains issu d'un des camps retranchés entourant le village. Furieux, leur centurion ordonne que le druide soit capturé mort ou vif. Les légionnaires repartent en forêt pour enlever Panoramix, mais Astérix et Obélix les surprennent en train de s'en prendre à celui-ci. Pour les faire fuir, Obélix leur jette un menhir. Malheureusement, celui-ci touche Panoramix qui est aussitôt ramené au village... A son réveil, il s'avère qu'il a non seulement complètement perdu la mémoire, mais qu'il est aussi devenu fou.
Plus tard ce même jour, un orage s'abat sur le village. Les habitants, persuadés que le ciel est en train de leur tomber sur la tête, se réfugient dans la hutte du chef Abraracourcix. C'est alors qu'un étrange personnage nommé Prolix entre dans la demeure et demande au chef de le laisser s'abriter chez lui le temps que l'orage se calme. Il se présente ensuite comme étant un devin, et prédit l'arrivée du beau temps dès la fin de l'orage, ainsi qu'une bagarre... C'est en effet exactement ce qu'il se produit, même si Astérix voit ouvertement en ce mystérieux devin un imposteur. Peu après, le devin quitte le village, et Astérix décide d'aller voir Panoramix pour voir s'il est toujours capable de faire de la potion magique. Hélas, ce dernier a totalement oublié la formule et commence à expérimenter de nouvelles potions.
Pendant ce temps, Bonemine part ensuite voir le devin en forêt, dans l'espoir de connaître son avenir. Le devin la pousse à éloigner Astérix et Obélix de la forêt, sous prétexte qu'ils sont des « esprits forts » ayant provoqué la colère des dieux, mais aussi a apporté le plus de nourriture et de cervoise possible afin de prétendument lire l'avenir. Bientôt, tous les habitants du village se mettent à lui offrir argent et nourriture, tandis que Astérix et Obélix sont confinés au village sur ordre d'Abraracourcix après une manigance de Bonemine.
Ensuite, un des légionnaires du camp romain est envoyé en mission d'espionnage. Mais il tombe rapidement nez-à-nez avec Astérix et Obélix, qui cherchaient un cobaye pour tester les potions de Panoramix. Le légionnaire subit toutes sortes d'effets aussi farfelus que dévastateurs, jusqu'à finalement devenir si léger qu'il en devient incapable de se déplacer autrement qu'en volant, s'attirant d'autant plus la sympathie du hibou qui le suivait depuis sa reconnaissance. Peu après, Astérix voit les nombreuses allez-venues entre le village et la forêt, et décide de mener sa petite enquête. Il découvre le lieu où se cachait Prolix, mais Bonemine le surprend, et Astérix se retrouve accusé à tort d'avoir chassé le devin.
En fait, Prolix a été arrêté par une patrouille romaine et conduit au camp. Devant le centurion, il se présente également comme devin, et lui annonce qu'il montera en grade. Le centurion anticipe les prédictions du devin en affichant ses ambitions de vaincre les irréductibles gaulois, mais lui rappelle qu'il a ordre de Rome d'arrêter les devins gaulois. Ayant compris le piège, Prolix révèle être un voleur et un menteur qui profite de la crédulité de certaines personnes pour leur extorquer leurs fonds. Le centurion lui propose alors une trêve : vider le village irréductible en échange d'argent. Prolix se rend donc dans le village en annonçant que celui-ci est désormais maudit par les dieux, et que l'air y deviendra nauséabond. Aussitôt, les habitants du village décident de le déserter. Bonemine suggère qu'ils partent pour Lutèce, mais Abraracourcix les convainc finalement de s'installer sur une île proche de la côte. Astérix refuse de partir et se retrouve seul avec Idéfix, Obélix et le druide toujours aussi fou.
Le lendemain, profitant du départ des villageois, les romains s'installent dans le village désormais désert, Astérix et Obélix ayant décidé de se cacher. Le centurion ordonne a un des légionnaires d'informer Jules César que toute la Gaule est occupée, puis exige que Prolix lui prédise davantage de son avenir, même si ce dernier maintient qu'il n'est pas un vrai devin. Cependant, une odeur pestilentielle (provenant de la marmite de Panoramix) envahit le village, ce qui convainc le centurion que les prédictions de Prolix se réalisent à chaque fois. Mais l'air est tellement toxique que toute la légion décide de retourner dans son camp fortifié.
Pendant ce temps, Panoramix expérimente une potion dont les gaz plongent accidentellement Astérix dans le coma, ce qui pousse Obélix à avoir un cas de conscience sur son coup de menhir. Panoramix finit par boire ladite potion, et miraculeusement, est guéri de sa folie au même moment où Astérix se réveille. Obélix jette cependant un deuxième menhir sur Panoramix, pensant qu'il aurait l'effet inverse du précédent. Finalement, Panoramix ressort indemne. Astérix, Obélix et Panoramix décident de se rendre sur l'île où les autres villageois s'étaient réfugiés pour mettre les points sur les I une bonne fois pour toutes concernant le faux devin.
Au camp romain, Prolix, qui ne sait même plus s'il est un vrai devin ou un charlatan, continue de faire des prédictions absurdes auprès du centurion juste pour éviter d'être couvert de chaînes. Mais il tombe nez-à-nez avec Panoramix qui le prend à son propre jeu. Il l'oblige à deviner la surprise qui l'attend, mais le devin est incapable de répondre, révélant ainsi à tout le village gaulois, ainsi qu'au centurion romain, sa véritable nature. S'ensuit la traditionnelle bagarre entre le village et le camp romain, avec le devin qui se retrouve désormais dans le camp ennemi. Mais cette fois-ci, ce sont surtout les gauloises qui se déchaînent sur les Romains et Prolix. Finalement, Obélix décide de se venger sur le devin d'avoir tenté plus tôt de « lire » dans son chien en lui jetant son menhir. À la suite de ce coup final, Prolix se retrouve exactement dans le même état de folie que Panoramix quelques jours plus tôt. Quant au centurion, il se retrouve dégradé à l'état de légionnaire. Enfin, les gaulois retournent dans leur village et célèbrent leur victoire en organisant un grand banquet, comme à chaque fois qu'une aventure se termine...

## Fiche technique
- Titre : Astérix et le Coup du menhir
- Réalisation : Philippe Grimond
- Scénario : Adolf Kabatek et Yannik Voight, d'après René Goscinny et Albert Uderzo
- Conception des personnages : Kristof Serrand
- Décors : Michel Guerin
- Animation : 83 animateurs et 63 assistants animateurs (« Liste complète de l'équipe d'animation : » [1])
- Montage : Jean Goudier
- Musique : Michel Colombier
  - Chanson Zonked de Michel Colombier et Kathleen Wakefield, interprétée par Jean-Jacques Cramier
- Production : Alain Poiré, Yannick Piel
- Sociétés de production : Gaumont Production, Extrafilm Production
- Sociétés de distribution : Gaumont (France, Belgique), Rialto Film (Suisse romande), Alliance Vivafilm (Québec)
- Pays d'origine :  France,  Allemagne de l'Ouest
- Langue originale : français
- Genre : Comédie, animation
- Durée : 81 minutes
- Format : Couleurs - 35 mm - 1,85:1 - son mono
- Dates de sortie[2] :
  - Suisse romande : 29 septembre 1989[3]
  - France : 4 octobre 1989
  - Belgique : 1989
  - Québec : 15 décembre 1989[4],[5]

## Distribution

### Voix originales
- Roger Carel : Astérix et Idéfix
- Pierre Tornade : Obélix
- Julien Guiomar : Prolix, le devin
- Marie-Anne Chazel : Bonemine
- Henri Labussière : Panoramix, le druide
- Roger Lumont : le centurion Caius Faipalgugus
- Edgar Givry : Assurancetourix et légionnaire battu
  - Jean-Jacques Cramier : Assurancetourix (voix chantée)
- Henri Poirier : Abraracourcix, le chef du village et les gaulois (ambiances)
- Jean-Claude Robbe : Caius Blocus
- Gérard Croce : le décurion Plutoqueprévus et Ordralfabétix
- Patrick Préjean : l'optione (le décurion Cétinlapsus)
- Paul Bisciglia : Agecanonix
- Jean-François Aupied : un légionnaire et les gaulois
- Christine Aurel : gauloises
- Yves Barsacq : les gaulois (ambiances)
- Adrienne Bonnet : gauloises
- Pierre Carrère : les gaulois
- Dominique Chauby : gauloises
- Bruno Choël : un légionnaire et les gaulois
- Alain Christie : les gaulois
- Jean-Claude de Goros : Cétautomatix
- Murielle Deville : gauloises
- Paule Emanuele : Mme Cétautomatix
- Jeanine Forney : Mme Agecanonix
- Pierre Forget : voix additionnelles
- Gilbert Guillaud : voix additionnelles
- Danièle Hazan : lélosubmarine
- Gilbert Lévy : les gaulois
- Myriam Moszko : voix additionnelles
- Christian Schmidt : voix additionnelles
- Séverine Vincent : voix additionnelles
- David Ferre : voix additionnelles
- Dariusz Gogol : voix additionnelles
- Nick Roberts : voix additionnelles
- Martin Brisac : les gaulois

Studio d'enregistrement : Les Auditoriums de Joinville
Dialogues : Yannick Voight et Adolf Kabatek
Conseiller voix : Gilbert Crozet
Direction musicale : Michel Colombier
Adaptation musicale : Jean-Noël Fenwick
Enregistrement : André Hervé
Mixage : Bernard Leroux et Claude Villand
Laboratoires : GTC
Sources : Planète Jeunesse, Allodoublage, Doublanim’, RS Doublage, Allociné et sur le site officiel Astérix.com

## Box-office
Le film fera 1 442 311 entrées en France et 2 457 000 entrées en Allemagne.

## Autour du film
- Le centurion Caius Faipalgugus (dont le nom n'est pas cité dans ce film, uniquement dans l'album Le Devin) ressemble au général Motus et l'optione ressemble au décurion Cétinlapsus du précédent film Astérix chez les Bretons (1986). Toutefois, aussi bien pour le centurion que pour l'optione, l'apparence d'origine provient bien des personnages de l'album Le Devin, que ce film adapte en partie.
- Un album hors-série a été réalisé à partir du film.
- C'est le premier film d'Astérix sans Jules César, ce dernier est seulement mentionné.
- C'est aussi le premier film d'Astérix où les Romains conquièrent le village des irréductibles gaulois pendant un temps.
- La SACD accorde la nouvelle aide au premier film de long métrage à Philippe Grimond et Yannick Piel[15].
- Après Vladimir Cosma sur les deux précédents dessins animés, Piel et Grimond souhaitent prendre une nouvelle orientation musicale et engagent Michel Colombier, ayant apprécié son travail sur la comédie américaine Golden Child : L'Enfant sacré du Tibet (1986)[16].
- Bernard de Choisy, biographe d'Albert Uderzo, l'estime « le plus beau de la série. L'animation est réussie, les couleurs magnifiques, la bande son moderne. La promotion n'a pas su faire passer l'idée de la qualité extrême du film. Le Coup du menhir est un grand film d’animation »[17].
- Après ce film, la Gaumont abandonne le studio d'animation qu'elle avait créé pour les Astérix. Il faut attendre plusieurs années avant que la firme ne renoue avec le dessin animé, à travers Gaumont Animation.